# セルジオ・アルカンタラ
- セルヒオ・アルカンタラ

セルジオ・ジュニオール・アルカンタラ・エルナンデス（Sergio Junior Alcántara Hernández, 英語発音: /ˈsɜrhˌjoʊ ɑlˈkɑntɑrə/; 1996年7月10日 - ）は、ドミニカ共和国サントドミンゴ出身のプロ野球選手 (内野手) 。MLBのアリゾナ・ダイヤモンドバックス所属。右投両打。

## 経歴

### プロ入りとダイヤモンドバックス傘下時代
2012年7月にアマチュア・フリーエージェントでアリゾナ・ダイヤモンドバックスと契約してプロ入り。
2013年に傘下のルーキー級アリゾナリーグ・ダイヤモンドバックスでプロデビューし、48試合に出場して打率.243、16打点の成績を記録した。
2014年はルーキー+級ミズーラ・オスプレイで70試合に出場して打率.244、1本塁打、18打点の成績を記録した。
2015年はA級ケーンカウンティ・クーガーズで開幕を迎え、シーズン途中にA-級ヒルズボロ・ホップスへ送られた。この年は2チーム合計で91試合に出場して打率.223、1本塁打、28打点の成績を記録した。
2016年はルーキー級アリゾナリーグで開幕を迎え、その後A-級ヒルズボロ、A級ケーンカウンティ、A+級バイセイリア・ローハイドと順に昇格した。この年は4チーム合計で79試合に出場して打率.284、1本塁打、26打点の成績を記録した。
2017年はA+級バイセイリアで開幕を迎えた。

### タイガース時代
2017年7月18日にJ.D.マルティネスとのトレードで、ダウェル・ルーゴ、ホセ・キングと共にデトロイト・タイガースへ移籍した。移籍後は傘下のA+級レイクランド・フライングタイガースに送られた。この年は移籍前と合わせて2チーム合計で121試合に出場して打率.266、3本塁打、35打点の成績を記録した。オフにルール・ファイブ・ドラフトでの流出を防ぐために40人枠に登録された。
2018年はAA級エリー・シーウルブズで120試合に出場して打率.271、1本塁打、37打点の成績を記録した。
2019年もAA級エリーで102試合に出場して打率.247、2本塁打、27打点の成績を記録した。
2020年開幕前にタイガースのスプリングトレーニングに招待されたが、新型コロナウイルスの影響により中断された。その後7月3日にサマーキャンプと名前を変えて再開されたが、自身はコロナウイルスに感染したため参加できなかった。
シーズン開幕後、9月4日にメジャーに昇格したが、出場することなくマイナーに降格。しかし翌5日に再びメジャーに昇格し、6日のミネソタ・ツインズ戦に「9番・三塁手」で先発出場してメジャーデビューを果たすと、3回表の第一打席でリッチ・ヒルからメジャー初安打・初打点となるソロ本塁打を放った。タイガースのルーキーがメジャー初打席で本塁打を放ったのは1974年のレジー・サンダース以来、史上8人目であった。この年はメジャーで10試合に出場して打率.143、1本塁打、1打点の成績を記録した。
2021年1月29日にウィルソン・ラモスの加入に伴いDFAとなった。

### カブス時代
2021年2月5日にウェイバー公示を経てシカゴ・カブスへ移籍したが、18日にブランドン・ワークマンの加入に伴いDFAとなり、20日にマイナー契約となって傘下のAAA級アイオワ・カブスへ送られた。シーズン開幕後、5月30日にメジャー契約を結んでアクティブ・ロースター入りした。
2022年3月23日にマイケル・ギブンズの加入に伴いDFAとなった。

### ダイヤモンドバックス時代
2022年3月27日に金銭トレードでダイヤモンドバックスへ移籍した。5月6日にDFAとなった。

### パドレス時代
5月9日にウェイバー公示を経て、サンディエゴ・パドレスと契約を結び、同日中にアクティブ・ロースター入りした。6月30日にDFAとなった。

### ダイヤモンドバックス復帰
7月5日にウェイバーを経て、ダイヤモンドバックスに復帰し、7日にアクティブ・ロースター入りした。11月15日にDFAとなり、18日にFAとなった。なお、この間の10月31日にティグレス・デル・リセイと契約を結び、ドミニカのウィンターリーグに参加した。

### カブス傘下時代
12月19日に古巣であるカブスとマイナー契約を結び、翌20日に傘下のAAA級アイオワに配属された。
2023年7月24日にFAとなった。

### ダイヤモンドバックス傘下復帰
2023年8月1日にアリゾナ・ダイヤモンドバックスとマイナー契約を結び、AAA級リノ・エーシズに配属された。11月6日にFAとなった。

### パイレーツ傘下時代
2023年12月9日にピッツバーグ・パイレーツとマイナー契約を結び、AAA級インディアナポリス・インディアンスに配属された

### 3度目のダイヤモンドバックス傘下時代
2024年4月23日に金銭トレードでダイヤモンドバックスに復帰し、AAA級リノに配属された。11月4日にFAとなった。

### ジャイアンツ時代
2024年11月18日にサンフランシスコ・ジャイアンツとマイナー契約を結び、翌年のスプリングトレーニングには招待選手として参加した。
2025年7月3日にメジャー契約を結び、アクティブ・ロースター入りし、翌7月4日のアスレチックス戦に「9番・三塁」で先発出場したが4打数無安打2三振に終わり、7月5日にマット・チャップマンの負傷者リストからの復帰に伴いDFAとなり、7月10日にAAA級サクラメント・リバーキャッツに配属されたが、7月11日にマイナー降格を拒否してFAとなった。

### 3度目のダイヤモンドバックス時代
2025年7月18日にダイヤモンドバックスとメジャー契約を結んでそのままケーテル・マルテの制限リスト入りなどに伴って、トレバー・リチャーズらと共にアクティブ・ロースター入りした。

## 詳細情報

### 年度別打撃成績
| 年 度    | 球 団    | 試 合 | 打 席 | 打 数 | 得 点 | 安 打 | 二 塁 打 | 三 塁 打 | 本 塁 打 | 塁 打 | 打 点 | 盗 塁 | 盗 塁 死 | 犠 打 | 犠 飛 | 四 球 | 敬 遠 | 死 球 | 三 振 | 併 殺 打 | 打 率 | 出 塁 率 | 長 打 率 | O P S |
| -------- | -------- | ----- | ----- | ----- | ----- | ----- | -------- | -------- | -------- | ----- | ----- | ----- | -------- | ----- | ----- | ----- | ----- | ----- | ----- | -------- | ----- | -------- | -------- | ----- |
| 2020     | DET      | 10    | 23    | 21    | 2     | 3     | 0        | 1        | 1        | 8     | 1     | 0     | 0        | 0     | 0     | 2     | 0     | 0     | 4     | 0        | .143  | .217     | .381     | .598  |
| 2021     | CHC      | 89    | 255   | 220   | 30    | 45    | 6        | 3        | 5        | 72    | 17    | 3     | 0        | 1     | 2     | 30    | 2     | 2     | 74    | 3        | .205  | .303     | .327     | .630  |
| 2022     | SD       | 22    | 38    | 35    | 3     | 4     | 0        | 0        | 0        | 4     | 3     | 0     | 2        | 0     | 1     | 2     | 0     | 0     | 12    | 0        | .114  | .158     | .114     | .272  |
| 2022     | ARI      | 71    | 186   | 170   | 23    | 41    | 8        | 1        | 6        | 69    | 26    | 1     | 0        | 2     | 3     | 10    | 0     | 1     | 45    | 6        | .241  | .283     | .406     | .689  |
| '22計    | ARI      | 93    | 224   | 205   | 26    | 45    | 8        | 1        | 6        | 73    | 29    | 1     | 2        | 2     | 4     | 12    | 0     | 1     | 57    | 6        | .220  | .261     | .356     | .617  |
| 2025     | SF       | 1     | 4     | 4     | 0     | 0     | 0        | 0        | 0        | 0     | 0     | 0     | 0        | 0     | 0     | 0     | 0     | 0     | 2     | 0        | .000  | .000     | .000     | .000  |
| MLB：3年 | MLB：3年 | 192   | 502   | 446   | 58    | 93    | 14       | 5        | 12       | 153   | 47    | 4     | 2        | 3     | 6     | 44    | 2     | 3     | 135   | 9        | .209  | .281     | .343     | .624  |

- 2024年度シーズン終了時

### 年度別投手成績
| 年 度    | 球 団    | 登 板 | 先 発 | 完 投 | 完 封 | 無 四 球 | 勝 利 | 敗 戦 | セ 丨 ブ | ホ 丨 ル ド | 勝 率 | 打 者 | 投 球 回 | 被 安 打 | 被 本 塁 打 | 与 四 球 | 敬 遠 | 与 死 球 | 奪 三 振 | 暴 投 | ボ 丨 ク | 失 点 | 自 責 点 | 防 御 率 | W H I P |
| -------- | -------- | ----- | ----- | ----- | ----- | -------- | ----- | ----- | -------- | ----------- | ----- | ----- | -------- | -------- | ----------- | -------- | ----- | -------- | -------- | ----- | -------- | ----- | -------- | -------- | ------- |
| 2021     | CHC      | 1     | 0     | 0     | 0     | 0        | 0     | 0     | 0        | 0           | ----  | 1     | 0.1      | 0        | 0           | 0        | 0     | 0        | 0        | 0     | 0        | 0     | 0        | 0.00     | 0.00    |
| MLB：1年 | MLB：1年 | 1     | 0     | 0     | 0     | 0        | 0     | 0     | 0        | 0           | ----  | 1     | 0.1      | 0        | 0           | 0        | 0     | 0        | 0        | 0     | 0        | 0     | 0        | 0.00     | 0.00    |

- 2024年度シーズン終了時

### 年度別守備成績
投手守備
| 年 度 | 球 団 | 投手（P） | 投手（P） | 投手（P） | 投手（P） | 投手（P） | 投手（P） |
| 年 度 | 球 団 | 試 合     | 刺 殺     | 補 殺     | 失 策     | 併 殺     | 守 備 率  |
| ----- | ----- | --------- | --------- | --------- | --------- | --------- | --------- |
| 2021  | CHC   | 1         | 0         | 0         | 0         | 0         | ----      |
| MLB   | MLB   | 1         | 0         | 0         | 0         | 0         | ----      |

内野守備
| 年 度 | 球 団 | 二塁（2B） | 二塁（2B） | 二塁（2B） | 二塁（2B） | 二塁（2B） | 二塁（2B） | 三塁（3B） | 三塁（3B） | 三塁（3B） | 三塁（3B） | 三塁（3B） | 三塁（3B） | 遊撃（SS） | 遊撃（SS） | 遊撃（SS） | 遊撃（SS） | 遊撃（SS） | 遊撃（SS） |
| 年 度 | 球 団 | 試 合      | 刺 殺      | 補 殺      | 失 策      | 併 殺      | 守 備 率   | 試 合      | 刺 殺      | 補 殺      | 失 策      | 併 殺      | 守 備 率   | 試 合      | 刺 殺      | 補 殺      | 失 策      | 併 殺      | 守 備 率   |
| ----- | ----- | ---------- | ---------- | ---------- | ---------- | ---------- | ---------- | ---------- | ---------- | ---------- | ---------- | ---------- | ---------- | ---------- | ---------- | ---------- | ---------- | ---------- | ---------- |
| 2020  | DET   | 6          | 5          | 3          | 0          | 2          | 1.000      | 6          | 2          | 7          | 2          | 1          | .818       | -          | -          | -          | -          | -          | -          |
| 2021  | CHC   | 22         | 28         | 50         | 2          | 9          | .975       | 3          | 0          | 4          | 1          | 0          | .800       | 55         | 57         | 134        | 6          | 31         | .970       |
| MLB   | MLB   | 28         | 33         | 53         | 2          | 11         | .977       | 9          | 2          | 11         | 3          | 1          | .813       | 55         | 57         | 134        | 6          | 31         | .970       |

- 2024年度シーズン終了時

### 背番号
- 40（2020年）
- 51（2021年）
- 43（2022年 - 同年途中）
- 41（2022年途中 - 同年終了）
- 39（2025年7月4日）